# Johann Franz Kempen von Fichtenstamm

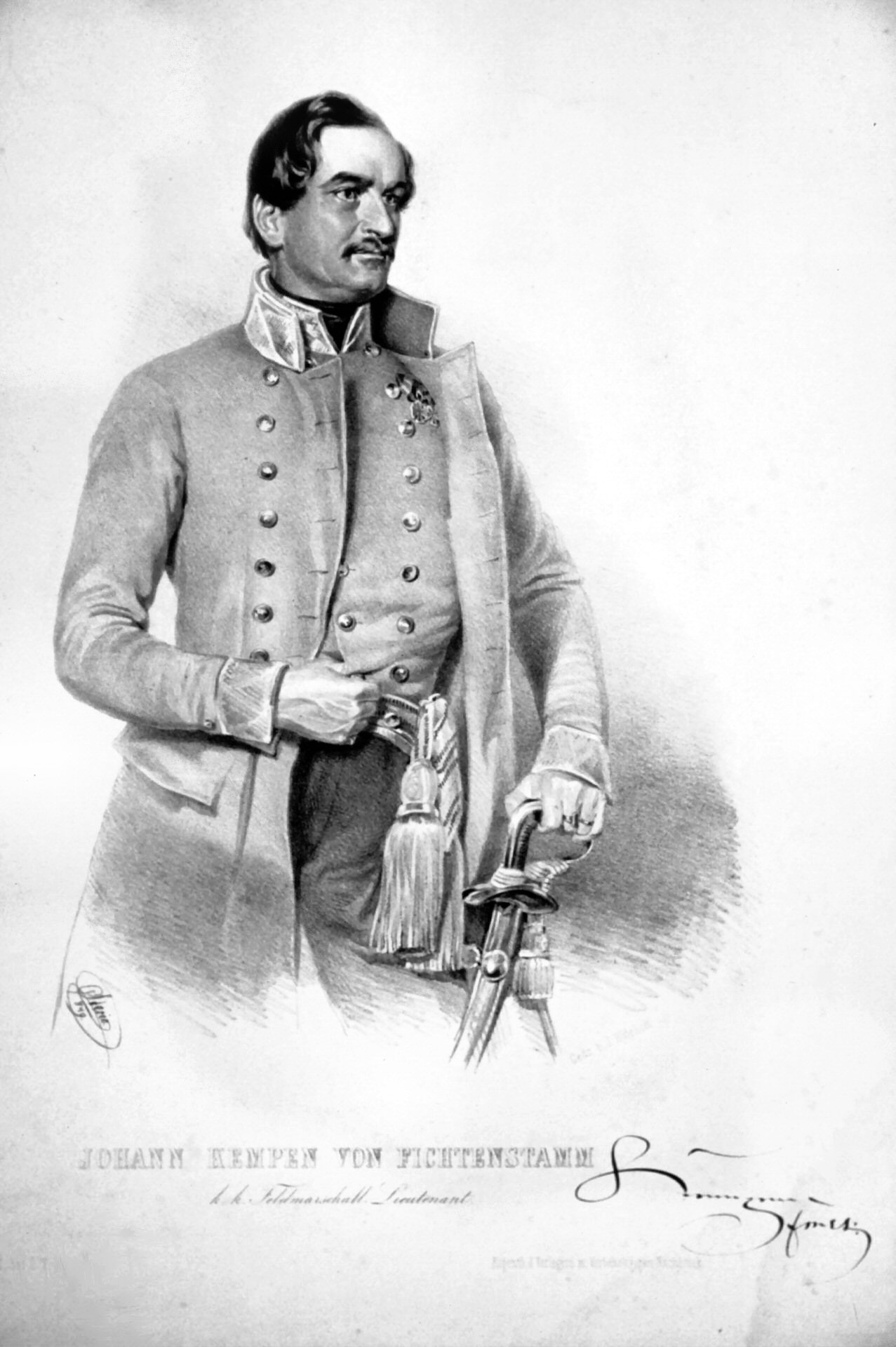
Johann Franz Kempen, Lithographie von Karl Sterio, 1849

Johann Franz Kempen, ab 1815: Johann Franz Kempen von Fichtenstamm, ab 1854: Johann Franz Freiherr Kempen von Fichtenstamm (* 26. Juni 1793 in Pardubitz, Ostböhmen; † 29. November 1863 in Schwarzau am Steinfeld, Niederösterreich) war ein Offizier in der Armee des Kaisertums Österreich. Der höchste von ihm bekleidete aktive Rang war der eines Feldmarschallleutnants, nach Eintritt in den Ruhestand der eines Feldzeugmeisters.

## Leben
Johann Franz Kempen von Fichtenstamm war ein Sohn des aus Niedersfeld stammenden k.k. Rittmeisters Heinrich Kempen (1743–1827), der 1815 in Anerkennung seiner 46-jährigen Dienstzeit in der k.k. Armee als Kempen von Fichtenstamm in den erblichen Adelstand erhoben wurde. Sein Bruder Josef Kempen von Fichtenstamm (1784–1850) wurde schließlich k.k. Generalmajor und Landes-Artillerie-Direktor in Italien.
Im Jahr 1849 wurde Johann Franz Kempen von Fichtenstamm durch Kaiser Franz Joseph zum Generalinspektor der k.k. Gendarmerie ernannt, welche von ihm aufgebaut und zu einem schlagkräftigen Korps gestaltet wurde. Darüber hinaus bekleidete Kempen von Fichtenstamm, Protegé des Feldzeugmeisters Julius von Haynau (1786–1853), ab 1851 die Funktion eines Militärgouverneurs von Wien und war von 1852 bis 1859 Chef der obersten Polizeibehörde und damit wesentlicher Träger des Staates in der Zeit des Neoabsolutismus. Als Leiter von Gendarmerie und Polizei besaß Freiherr Kempen von Fichtenstamm  umfängliche Machtbefugnisse: der geheime Ausforschungsdienst (wie unter Josef von Sedlnitzky bestanden) wurde wieder aufgenommen sowie eine Unzahl von Vertrauensleuten eingestellt. Die Gendarmerie beobachtete alle Ämter, Bezirkshauptleute, Statthalter, Offiziere und sogar Minister. Allein 1857 wurden etwa ebenso viele Beamte von anderen Polizeibehörden zur Wiener Polizeidirektion versetzt wie zwischen 1800 und 1848. Da die Gendarmerieberichte sich nur zu oft auf Vermutungen stützten und Beweise fehlten, kam es zu zahllosen Unstimmigkeiten nicht nur mit Zivil-, sondern auch mit Militärbehörden.
1854 wurde Kempen von Fichtenstamm durch Kaiser Franz Joseph in den österreichischen Freiherrenstand erhoben. Am 28. Juni 1859 fand, noch auf dem Boden der Stadt Wiener Neustadt, die Einweihung einer Bethalle statt, die Freiherr Kempen von Fichtenstamm im Gedenken an seinen Eintritt in die Armee vor 50 Jahren (sowie in Anbetracht des bevorstehenden Ruhestandes) hatte errichten lassen. Das Bauwerk ist heute nicht mehr vorhanden, geblieben ist das sogenannte Kempenkreuz, das seinen Platz ursprünglich in der Bethalle hatte.
Freiherr Kempen von Fichtenstamm verstarb nach zweimonatigem schmerzvollem Krankenlager in den frühen Morgenstunden des 29. November 1863 und hinterließ seine Witwe Sophie, geb. Pacher von Theinburg (1814–1905). Er wurde am 2. Dezember des Jahres auf dem Friedhof der Theresianischen Militärakademie in Wiener Neustadt in einer Gruft beigesetzt.
Das Tagebuch des Polizeiministers Kempen von 1848 bis 1859 gilt als eine wertvolle Quelle jener Epoche.

## Bilder

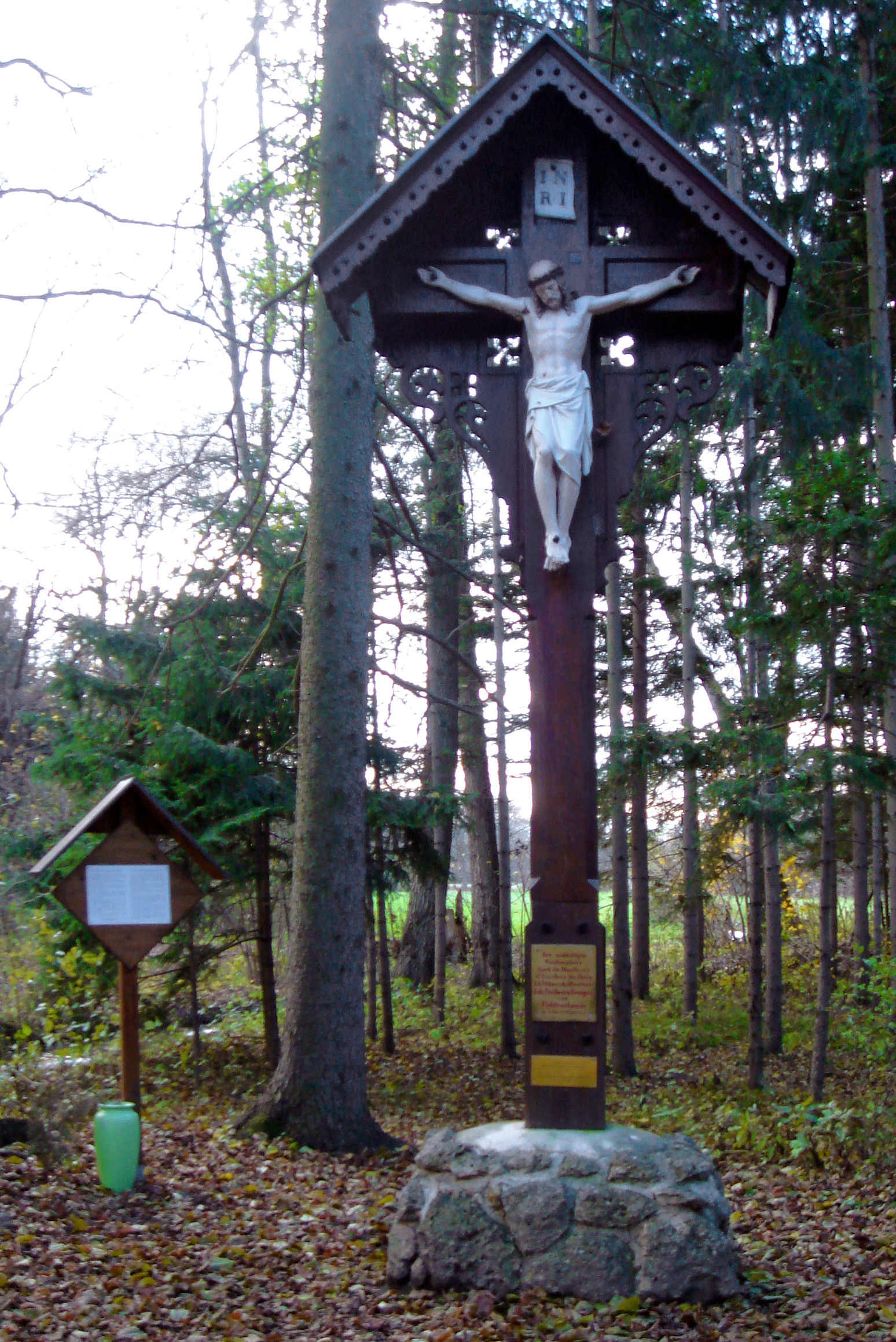
Kempenkreuz (1859)
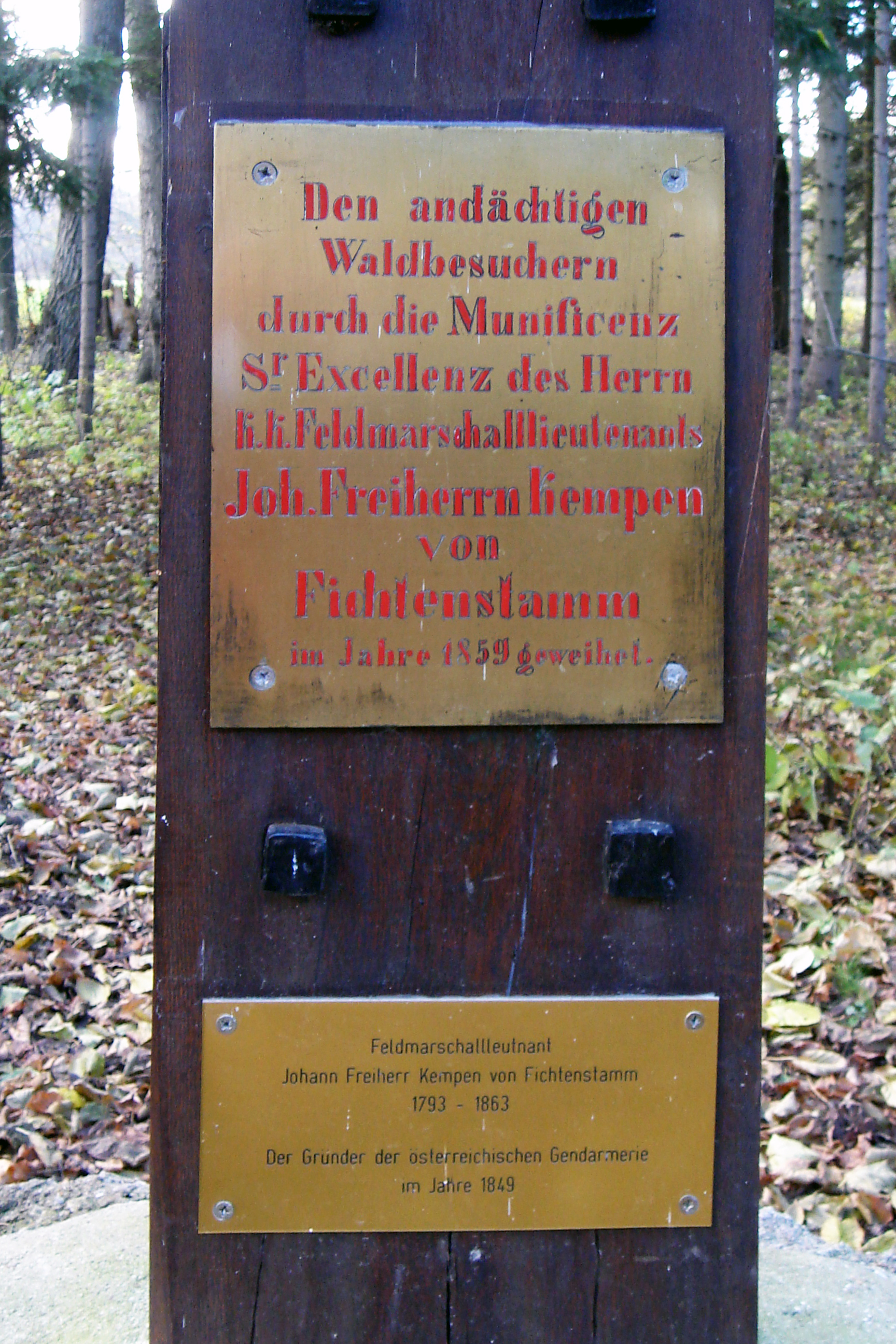
Kempenkreuz, Widmungstafel, Gedenkplakette
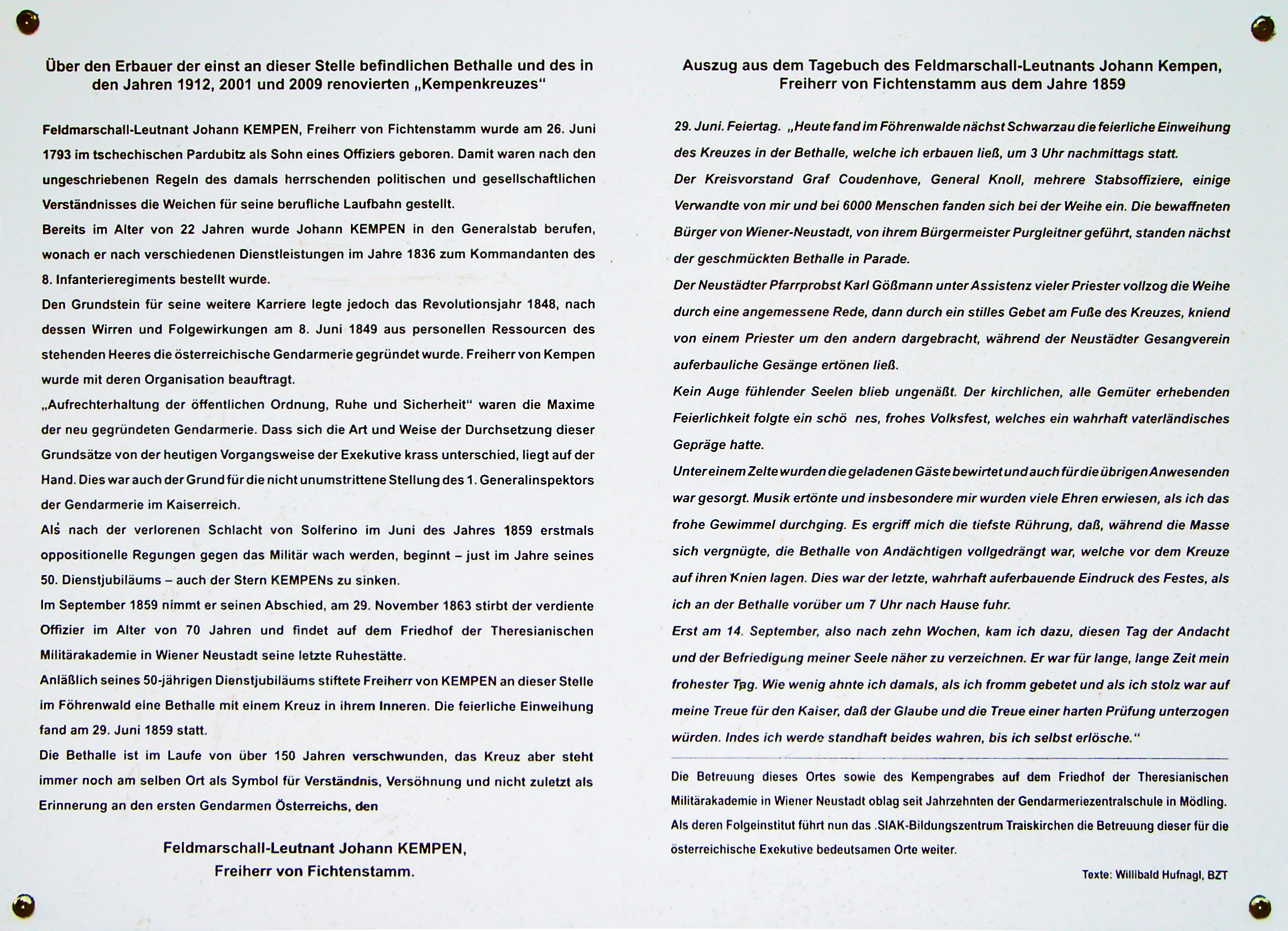
Kempenkreuz, öffentlicher Anschlag (Autor: Willbald Hufnagl)
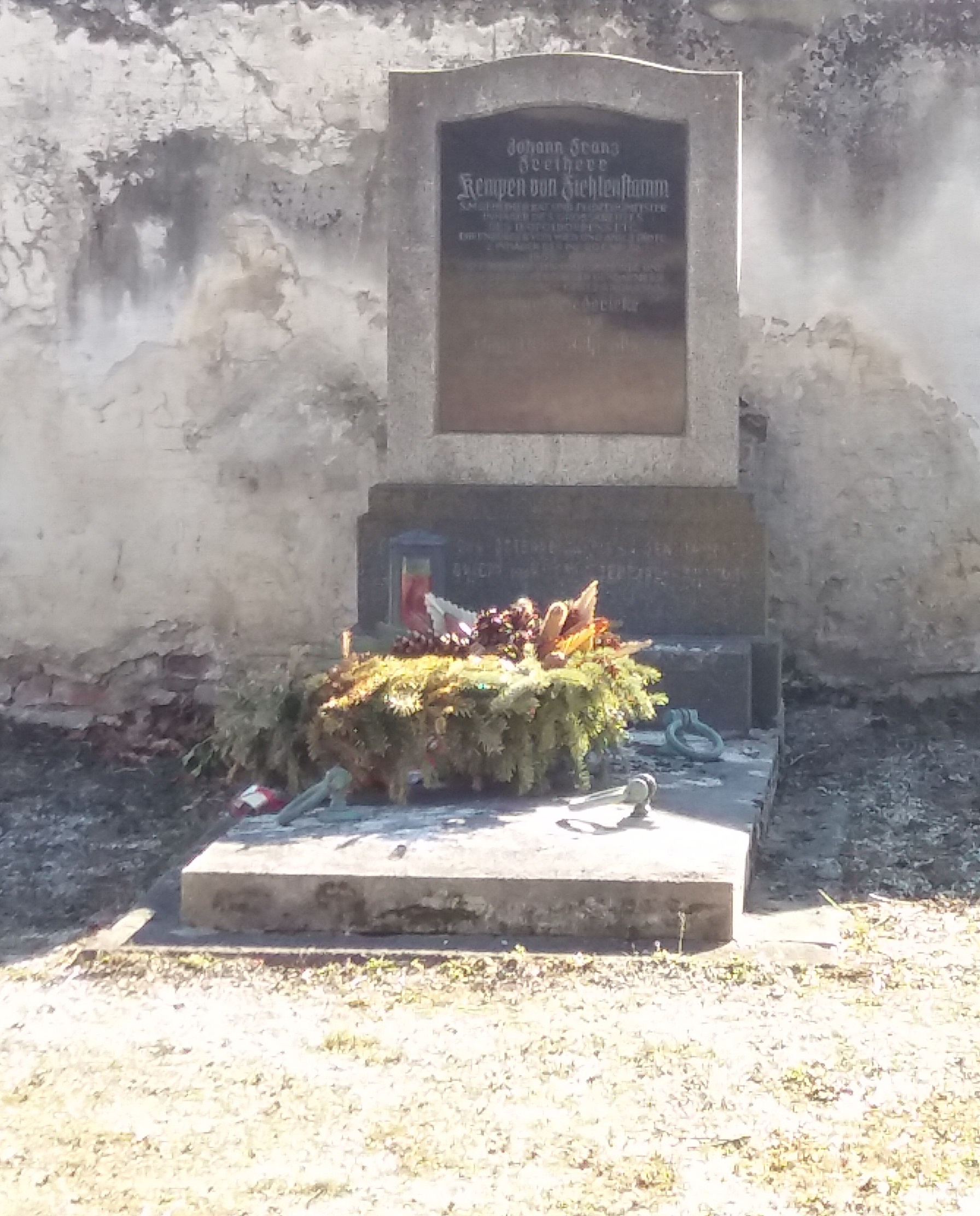
Grabstätte Kempens auf dem Friedhof der Theresianischen Militärakademie

## Wappen
Als Johann Franz Kempen von Fichtenstamm 1854 in den österreichischen Freiherrenstand erhoben wurde, erhielt er eine Wappenbesserung für das schon 1815 seinem Vater verliehene Wappen. Die Blasonierung lautet: "Ein roth und blau durch eine aufrechte eingebogene silberne Spitze getheilter Schild. Im rothen Felde ist ein silberner, im blauen Felde ein goldener Greif, jeder mit ausgeschlagener rother Zunge und einwärts aufgerichtet, zu sehen. Die silberne Spitze zeigt einen natürlichen, aus grünem Boden hervorwachsenden Fichtenbaum. Auf dem Schilde ruht die Freiherrnkrone. Helmzier: eine goldene Krone, aus welcher ein dem in der Schildesspitze vorkommenden ähnlicher Fichtenbaum aus grünem Boden hervorwächst. Helmdecken: Rechts roth mit Silber, links blau mit Silber unterlegt. Schildhalter: Auf einer unter dem Schilde befindlichen Arabeskenverzierung zwei mit grünem Laube bekränzte, mit umgebundenen Thierfellen über die Achseln und um die Hüften behangene wilde Männer, jeder vorwärts gestellt und halb aufwärts schauend, lehnt sich mit dem Elbogen des einen einwärts über sich gebeugten Arms auf das Obereck des Schildes, die Hand des andern in die Hüfte gestemmten Arms stützt sich auf eine umgestürzte Keule." Wappenschild und Helmzier entsprechen dem Wappen der Adelsverleihung von 1815, zum freiherrlichen Wappen sind nur die beiden Schildhalter hinzugekommen.